# Jüdischer Friedhof (Rheine, Rodder Damm)

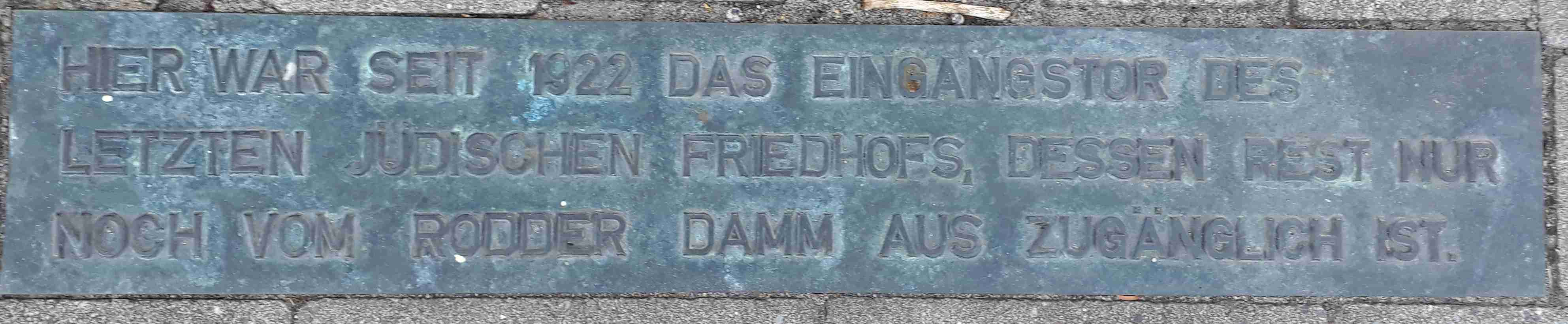
Gedenktafel am ehemaligen Eingangstor des letzten jüdischen Friedhofes in Rheine

Der Jüdische Friedhof Rheine, Rodder Damm befindet sich in der Stadt Rheine im Kreis Steinfurt in Nordrhein-Westfalen. Als jüdischer Friedhof ist er ein Baudenkmal und seit dem 17. Dezember 2002 in der Denkmalliste eingetragen. Auf dem Friedhof in einer Grünanlage hinter Wohnblocks zwischen Rodder Damm und Osnabrücker Straße sind sieben Grabsteine erhalten. Auf dem Friedhof befanden sich sechs alte Grabsteine des Friedhofs Am Mühlentörchen, der von 1747 bis 1838 belegt und 1939 zerstört wurde. Sie wurden 2023 dorthin zurückgebracht.
Der Friedhof wurde von um 1924 bis 1941 belegt.